# Élections législatives russes de 2003
Les élections législatives russes de 2003 se sont tenues le 7 décembre 2003 pour élire les 450 députés de la Douma la chambre basse de parlement russe.
Les partis nationalistes dont Russie Unie, le Parti libéral-démocrate et Rodina obtiennent la majorité absolue à la Douma tandis que le Parti Communiste chute et perd la moitié de ses suffrages et de ses sièges,.